# Jacqueline Merville
Jacqueline Merville, née le 22 février 1953 à Villefranche-sur-Saône, est une romancière, dramaturge, peintre et éditrice française.

## Biographie
Depuis 1992, Jacqueline Merville vit entre l'Asie et le sud de la France. Elle a également vécu au Mexique, au Maroc, au Togo, en Amérique du Nord et au Laos.
Depuis les années 1980, elle signe de nombreux livres publiés entre autres par La Main courante et aux éditions des femmes-Antoinette Fouque, dont Ces pères-là qui reçoit en 2016 une mention spéciale du prix Vénus Khoury-Ghata.
Depuis 2004, elle dirige « Le Vent refuse », une collection de livres d'artistes.

## Œuvres

### Livres
- La Ville du nom, Éd. des femmes, Paris, 1986.
- Dialogues sur un chantier de démolition, Éd. des femmes, Paris, 1987.
- La Multiplication, Éd. des femmes, Paris, 1988.
- Parabole de l'Inquisiteur, Cercle noir, 1991.
- La Mandala du pèlerin, La Main courante, 1997.
- Sur d'autres terres, La Main courante, 1999.
- La grande chambre de monsieur Prems, La Compagnie du refus, 2002.
- The Black Sunday, Éd. des femmes, Paris, 2004.
- La Chair ronde des philosophes, Jacques André éditeur, 2006.
- L'Ère du chien endormi, Éditions des femmes, Paris, 2006.
- Petites factures divines, La Main courante, 2006.
- Juste une fin du monde, L'Escampette, 2008.
- Voyager jusqu'à mourir, L'Escampette, 2009.
- Pierre flottante des Indes, La Main courante, 2010.
- Presque africaine, Éd. des femmes, Paris, 2010.
- Tenir le coup, Éd. des femmes, Paris, 2011.
- Jusqu'à ma petite, Éd. des femmes, Paris, 2014.
- Ces pères-là, livre d'artiste illustré par l'autrice, des femmes-Antoinette Fouque, Paris, 2016 - mention spéciale du prix Vénus Khoury-Ghata[2].
- Deux continents d'amour, des femmes-Antoinette Fouque, Paris, 2017.
- Lotus d'Air, La Rumeur Libre, 2017.
- Avec ses yeux, Lanskine, Corcoué-sur-Logne, 2019.
- Le voyage d'Alice Sandair, des femmes-Antoinette Fouque, Paris, 2020.
- Le Courage des rêveuses, des femmes-Antoinette Fouque, Paris, 2021.
- La vie bonne et d'autres vies, des femmes-Antoinette Fouque, Paris, 2022.

### Théâtre
- Nous allons bientôt sortir, France Culture, 1988.
- Le Maître océanique, mise en scène par Arc Théâtre, Condition de soies, Lyon, 1994.
- La Grande chambre de Monsieur Prems, Compagnie du R.E.F.U.S., 2002.
- Les Forêts de Ram, mise en voix et espace par l'Arc Théâtre, Lyon, 2003.
- L'Éternité, Compagnie du R.E.F.U.S., 2003.

## Prix et honneurs
- 2016 : Mention spéciale du prix Vénus Khoury-Ghata, pour Ces pères-là[2].